# Novi Banovci
Novi Banovci (Нови Бановци) település Szerbiában, a Vajdaságban, a Szerémségi körzetben, Ópazova községben.

## Demográfiai változások
| 1948  | 1953  | 1961  | 1971  | 1981  | 1991  | 2002  |
| ----- | ----- | ----- | ----- | ----- | ----- | ----- |
| 1 341 | 1 451 | 1 592 | 1 842 | 4 077 | 6 354 | 9 358 |